# Тужна ноћ
Тужна ноћ (шп. Noche triste), шпанско име за пораз који су конквистадори Ернана Кортеса претрпели од Астека током ноћног пробоја из града Мексика 1. јула 1520. године.

## Позадина
Почетком 1519. група од око 500 шпанских конквистадора са Кубе, које је опремио гувернер Дијего Веласкез, на челу са Ернаном Кортесом искрцала се без отпора на острво Косумел, а затим на обалу на неколико тачака, од полуострва Јукатана до данашње луке Варакруз, где су основали нову колонију и одрекли послушност гувернеру Кубе. Бели људи на коњима, које Индијанци до тада нису видели, наоружани ватреним оружјем, деловали су на локалне староседеоце као божанства којима се не смеју супротставити. Племе Семпоала (шп. Cempoala) побећено је од Шпанаца, а Тласкалтеци (шп. Tlaxcaltec), непријатељи Астека, убрзо им постају савезници. Покушаји неодлучног и заплашеног астечког краља Монтезуме II (шп. Moctezuma) да поклонима умилостиви Кортеса, још више су учврстили Шпанце у њиховим освајачким намерама. Након покоља 3.000 Индијанаца у Чолули (шп. Cholula), Кортес је без отпора ушао у Теночтитлан и убрзо заробио Монтезуму, покушавајући да преко њега натера Астеке да признају шпанску власт. У међувремену, Веласкез је упутио у Мексико Панфила де Нарваеса да ухапси и смени Кортеса, али га је овај заробио при самом искрцавању, а његових 800 војника укључио у састав своје војске. Касније је придобио још 150 војника са 20 коња упућених са Кубе као појачање Нарваесу. Док је Кортес био ангажован око Нарваеса, његови војници у граду Теночтитлану извршили су покољ индијанских ходочасника, нашта су Астеци одговорили устанком и нападом на Шпанце и њихове савезнике. Тактиком сталних заседа и изненадних препада Астеци су убрзо десетковали војску колонизатора, а Кортесова војска опседнута је у палати у центру града, док је Монтезума убијен од својих људи када је покушао да посредује у корист Шпанаца. Без довољно хране, са малобројном војском оптерећеном богатим пленом и заробљеницима усред непријатељског града у средини сланог језера, из кога су водила само три насипа, Кортес се одлучио на ноћни пробој 30. јуна 1520.

## Последице
У овом покољу, названом Тужна ноћ (шп. Noche triste) због великих губитака, Кортс је изгубио 150 војника и око 2.000 индијанских савезника. На путу за Тласкалу, Кортес је код Отумбе 8. јула 1520. нанео тежак пораз Астецима под кациком Китлaуаком (шп. Cuitlahuac).

## У популарној култури
Битка је детаљно приказана у 8. епизоди шпанске серије Ернан из 2022. године.